# Herb gminy Zabierzów
Herb gminy Zabierzów – jeden z symboli gminy Zabierzów, ustanowiony 7 października 1999.

## Wygląd i symbolika
Herb przedstawia na tarczy dzielonej w słup w polu lewym na błękitnym tle srebrnego rycerza z czerwoną tarczą w dłoniach, na której umieszczono dwie złote chorągwie kościelne (godło z herbu Radwan), natomiast w polu prawym  na czerwonym tle srebrnego wspiętego gryfa ze złotymi pazurami, skierowanego w prawo (godło z herbu Jaksy z Miechowa).